# Bahía Chica
Die Bahía Chica (spanisch für Kleine Bucht) ist eine kleine Bucht im Grahamland der Antarktischen Halbinsel. Am Ende der Trinity-Halbinsel liegt sie unmittelbar nordwestlich der Hope Bay.
Argentinische Wissenschaftler benannten sie deskriptiv.